# Synagoge (Guben)
Eine erste Synagoge in Guben wurde im Jahr 1837 errichtet.

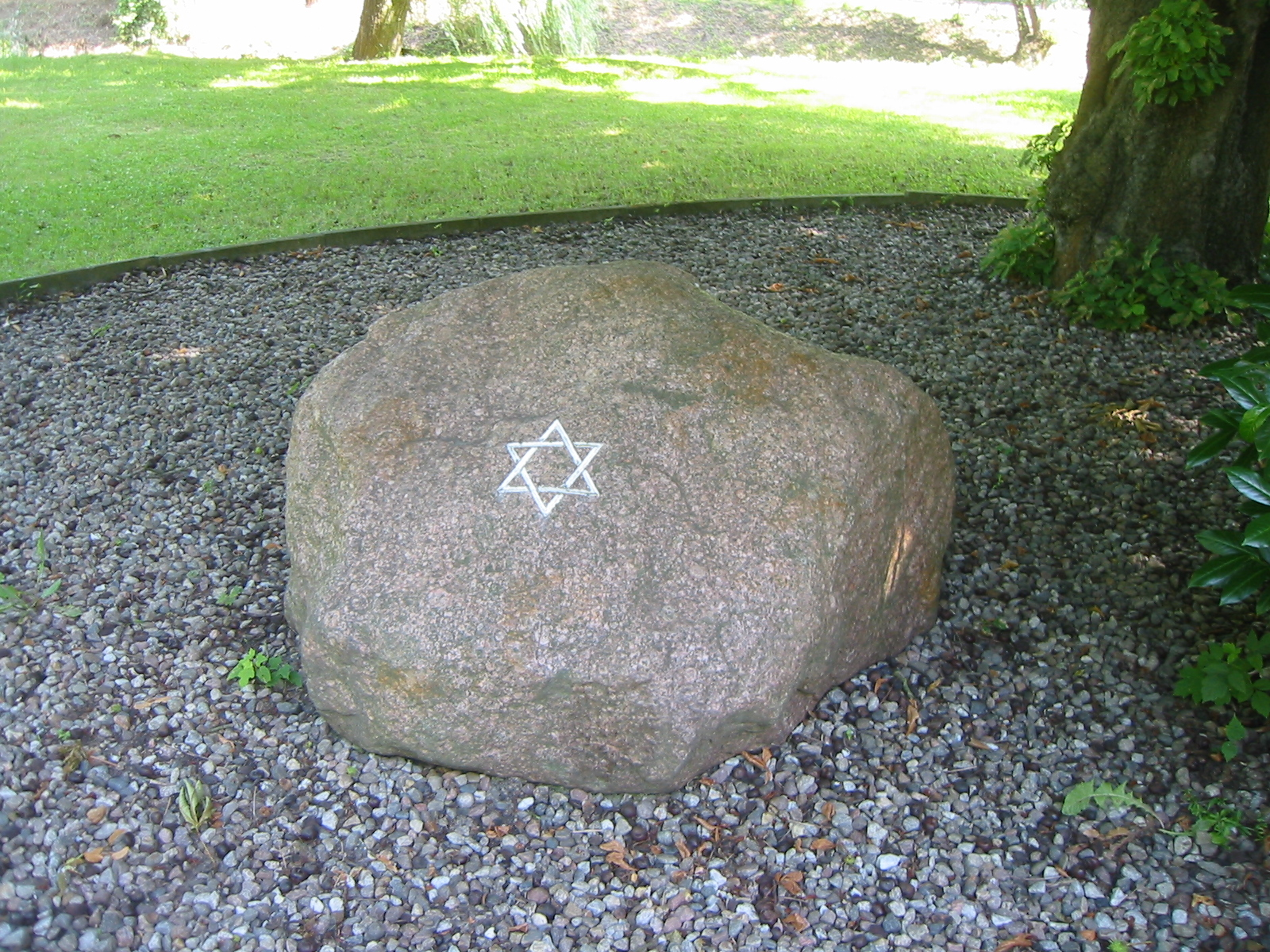
Gedenkstein für die ehemalige Synagoge in Gubin

Überlieferungen zufolge war es ein eher kleines Bethaus, in dem ein Religionslehrer, ein Schochet und ein Chasan den Gottesdienst leiteten. 1839 entstand der Jüdische Friedhof der Gemeinde. Ein einstöckiger Neubau wurde im Jahr 1878 an der Kastanien-Promenade 16 (später Kastaniengraben, heute Ulica Dabrowskiego) mit einer Religionsschule und einer Wohnung im oberen Stockwerk errichtet. Das Gebäude wurde im Zuge der Novemberpogrome am 9. November 1938 zerstört. Anschließend stand die Ruine leer und wurde nach Deportationen in den Jahren 1939 bis 1944 abgerissen und nicht wieder aufgebaut. Seit 1998 erinnert ein Gedenkstein an den Ort sowie an die Vertreibung und Ermordung der ansässigen Juden. Von der Synagoge ist lediglich ein Fragment des Toravorhangs erhalten geblieben, das im Deutschen Historischen Museum zu sehen ist.